# Eurya taronensis
Eurya taronensis är en tvåhjärtbladig växtart som beskrevs av Hu Hsien-Hsu. Eurya taronensis ingår i släktet Eurya och familjen Pentaphylacaceae. Inga underarter finns listade i Catalogue of Life.